# Vercors

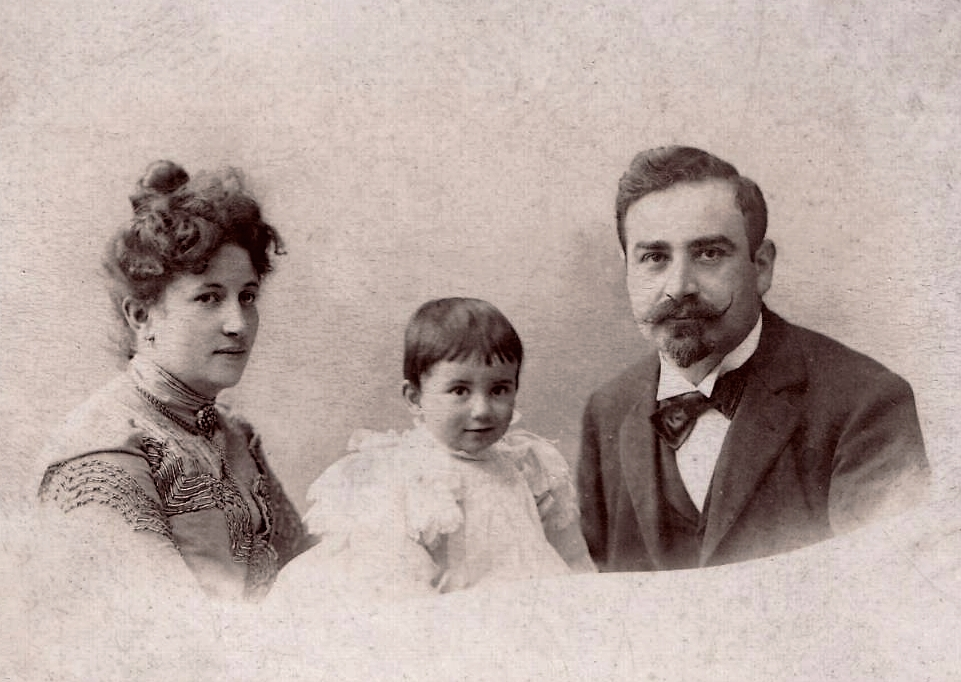
Jean Bruller és szülei 1905 körül

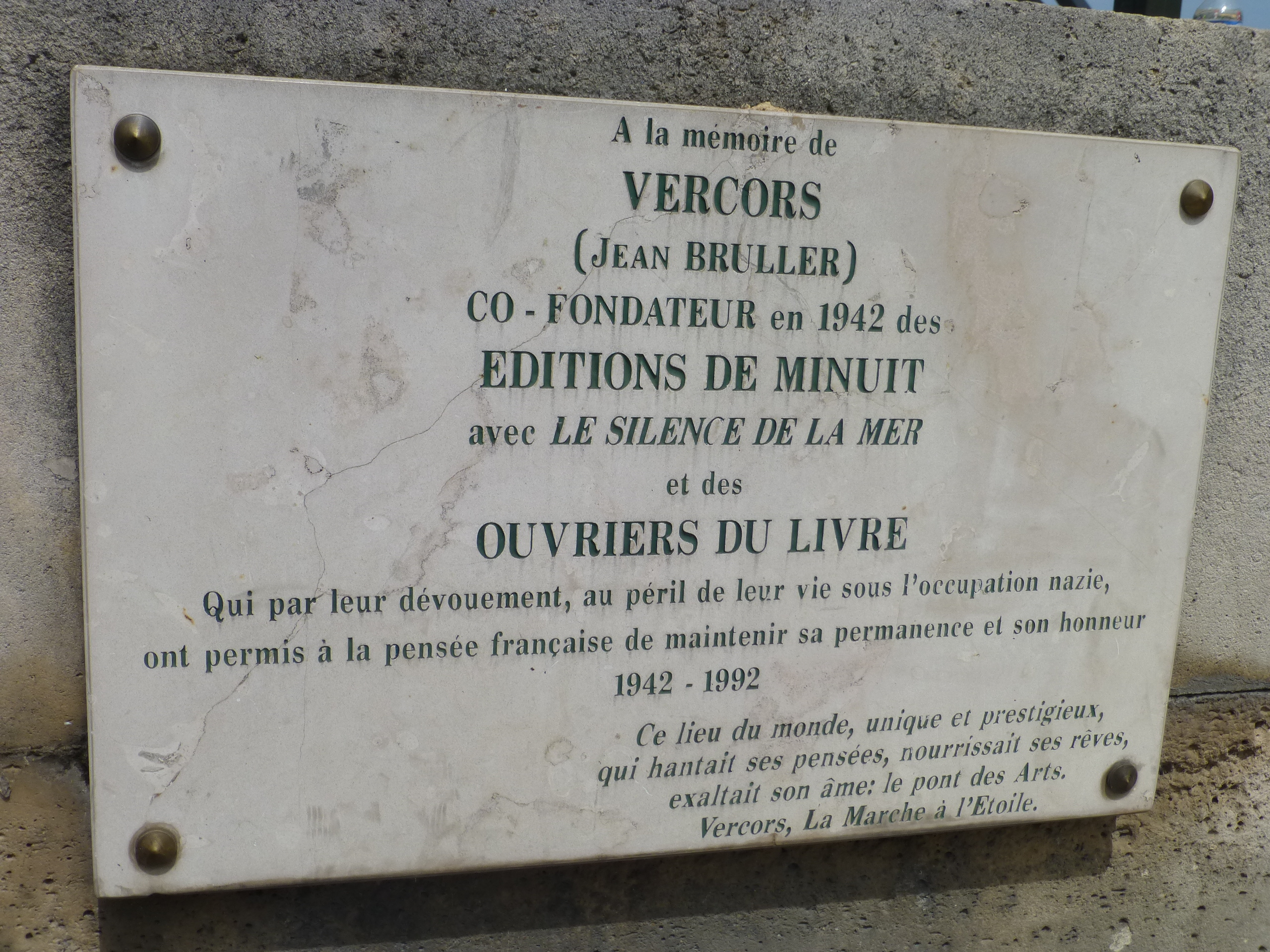
Emléktáblája Párizsban

Jean Marcel Bruller (írói álnevén Vercors) (Párizs, 1902. február 26. – Párizs, 1991. június 10.) francia író, illusztrátor. Legismertebb műve az 1942-ben kiadott A tenger csendje (Le Silence de la mer) című elbeszélése.

## Élete
Apja, Brüller Lajos Magyarországról 15 évesen emigrált Franciaországba, ahol francia szerzők kiadója volt. Anyja, a francia Ernestine Bourbon ifjúkorában tanítónőként dolgozott. Villamosmérnöki diplomája megszerzése után illusztrátor lett. Apja története ihlette az Út a csillag felé (La marche à l’Étoile) című novelláját.
1938-ban Pierre de Lescure biztatására felvette a Vercors álnevet, a délnyugat-franciaországi Vercors-hegységre utalva (amely a II. világháború alatt a francia ellenállás egyik legendás helyszínévé vált).
1941-ben Franciaország német megszállása alatt Lescure-rel megalapította a Les Éditions de Minuit-t, melynek első kiadványa Vercors A tenger csendje (Le Silence de la mer) című elbeszéléskötete lett. Az álnéven megjelent kisregény szerzőjéről csak évek múltán derült ki, hogy valójában kicsoda. A mű a német megszállók álnok, képmutató, barátkozást imitáló párizsi politikájának felismerése az első személyben megszólaló francia főhős és a házába költöztetett német tiszt kapcsolatán keresztül.
A tenger csendjét a világ szinte valamennyi nyelvére lefordították.

## Művei

### Regények
- Tropi-komédia (Les animaux dénaturés, 1952)
- Colères (1956)
- Sylva (Sylva, 1961)
- Quota ou les Pléthoriens Paul Silva-Coronellel (1966)
- A Medúza tutaja (Le Radeau de la Méduse, 1969)
- Vízbarázdák (Sillages, 1972)
- Mint két testvér (Comme un frère, 1973)
- Tendre naufrage (1974)
- Les Chevaux du temps (1977)
- Le tigre d'Anvers (1986)

### Elbeszélések
- A tenger csendje (Le Silence de la mer, 1942)
- Út a csillag felé (La Marche à l'étoile, 1943)
- Le Songe (1943)
- Azon a napon (Ce jour là, 1943)
- Tehetetlenség (L'impuissance, 1944)
- Le Cheval et la Mort, 1944)
- L'imprimerie de Verdun (inclus dans le recueil de nouvelles "Le Silence de la mer")
- Az éjszaka fegyverei (Les Armes de la nuit, 1946)
- Les Yeux et la lumière (1948)
- La Puissance du jour (1951)
- Amerre a szél fúj (Sur ce rivage, I-III., 1958-60)
- Clémentine (Clémentine, 1959)
- A csend csatája (La Bataille du silence, 1967)
- Sept sentiers du désert (1972)
- Farkascsapda (Le Piège à loup, 1979)
- Mesék borogatás közben (Contes des cataplasmes)

### Filmjei
- Az elátkozott őserdő (1970)
- A láperdő szelleme (1984)

## Magyarul
- A tenger csendje; ford. Dormándi László; Pantheon, Bp., 1946
- Út a csillag felé; ford. Dormándi László; Szikra, Bp., 1948
- Tropi-komédia; ford. Pap Gábor, bev. Bajomi Lázár Endre; Új Magyar Kiadó, Bp., 1955
- Amerre a szél fúj; ford. Hegedüs Zoltán; Európa, Bp., 1958 (Modern könyvtár)
- L'impuissance. Tehetetlenség / Ce jour-là. Azon a napon; ford. Balázs György; Terra, Bp., 1958 (Kétnyelvű kis könyvtár)
- A tenger csendje és más elbeszélések; ford. Balázs György, Hegedüs Zoltán, Rubin Péter, utószó Rubin Péter; Európa, Bp., 1960
- Sylva. Regény; ford. Kárpáty Csilla; Európa, Bp., 1965
- A Medúza tutaja; ford. Dániel Anna; Európa, Bp., 1971 (Nők könyvespolca)
- A csend csatája. Éjféli emlékek; ford. Rubin Péter; Gondolat, Bp., 1973
- Mesék borogatás közben; ford. Szoboszlai Margit; Móra, Bp., 1974
- Vízbarázdák / Mint két testvér. Kisregények; ford. Pap Gábor; Európa, Bp., 1975 (Európa zsebkönyvek)
- Farkascsapda; ford. Karinthy Judit; Európa, Bp., 1982
- A rókalány. Három kisregény / Győzelem / A tenger csendje / Sylva; ford. Szávai Nándor, Rubin Péter, Kárpáty Csilla; Magyar Könyvklub, Bp., 1999